# Zinovie Serdiuk
Zinovie Timofeevici Serdiuk (în rusă Зиновий Тимофеевич Сердюк) (n. 15 noiembrie 1903, satul Arbuzinka, regiunea Herson, Ucraina – d. 8 august 1982, Moscova) a fost un politician sovietic, care a îndeplinit funcția de Prim-secretar al Partidului Comunist din R.S.S. Moldovenească (1954-1961).

## Biografie
Zinovie Serdiuk s-a născut la data de 2/15 noiembrie 1903, în satul Arbuzinka din regiunea Herson (Ucraina), ca fiu al unui țăran. În anul 1923 a intrat în rândurile Comsomolului, apoi în anul 1925 în Partidul Comunist Bolșevic. El a ocupat apoi diferite funcții în cadrul Sindicatelor și ale Comsomolului.
A studiat la Școala Superioară a Mișcării Sindicale (1928-1931), iar ulterior a urmat cursuri de perfecționare organizate de CC al Partidului Comunist al Ucrainei (1951-1952). A lucrat apoi în activitatea sindicală la Moscova, ca vicepreședinte al Sindicatului Sovhozurilor și președinte al Consiliului raional Octombrie al Sindicatelor din Moscova (1931-1934). În octombrie 1934, prin rezoluția CC al Partidului Comunist din Ucraina a fost repartizat ca locțiitor al comandantului politic al spărgătorului de gheață "Rusanov". Apoi, în anul 1935, a devenit locțiitor al șefului Direcției Politice a Glavsevmorputi (organizație care se ocupa de transporturile maritime în nordul URSS).
În anul 1936 este numit secretar al Comitetului raional de partid Sverdlovsk din regiunea Moscova, apoi în 1938 devine locțiitor de șef de divizie al organelor de partid din Partidul Comunist din Ucraina. A fost apoi secretar 2 al Comitetului Regional de Partid din Kiev (1939-1941 și 1943-1947). În perioada 1939-1956 a fost membru supleant în Comitetul Central al PCUS. De asemenea, a fost și membru al CC al PC din Ucraina (18 iunie 1938 - 23 martie 1954), precum și membru supleant al Biroului organizațional al CC al PC din Ucraina (17 mai 1940 - 25 ianuarie 1949). A fost și deputat al poporului în Sovietul Suprem al URSS în legislaturile 1-6.
În perioada celui de-al doilea război mondial, a fost mobilizat în RKKA (Armata Roșie a Muncitorilor și Țăranilor), îndeplinind activitatea de comisar politic și fiind membru în Consiliul Militar al Armatei a V-a (1941), al Armatei 21 (1941-1942), al Armatei 64 (1942-1943) și apoi al Armatei 7 Gardă (1943). A fost avansat la gradul de colonel și apoi la cel de general-maior al Armatei Sovietice (31 martie 1943).
După război, este numit în funcția de prim-secretar al Comitetului Regional de Partid Kiev (22 martie 1947 - februarie 1949), apoi secretar al Comitetului Central al Partidului Comunist din Ucraina (28 ianuarie 1949 - mai 1951) și prim-secretar al Comitetului Regional de Partid din Lvov (aprilie 1952 - februarie 1954). În această calitate, a cumulat și funcțiile de membru supleant al Prezidiului Biroului Politic al CC al PC din Ucraina (18 ianuarie 1949 - 23 martie 1954) și membru în Biroul organizațional al CC al PC din Ucraina (28 ianuarie 1949 - 23 septembrie 1952).
În perioada 8 februarie 1954 - 29 mai 1961, Zinovie Serdiuk a îndeplinit funcția de prim-secretar al Partidului Comunist din RSS Moldovenească, fiind în această calitate și membru al Biroului Politic al CC al PCM. În această perioadă va deveni membru al Comitetului Central al PCUS (25 februarie 1956 - 29 martie 1966). De asemenea, a fost ales ca deputat al poporului în  Sovietul Suprem al RSSM în legislaturile 4-5.
Este promovat apoi în conducerea PCUS de la Moscova, mai întâi ca prim-locțiitor al președintelui Comitetului Controlului de Partid de pe lângă CC al PCUS (1961 - 23 noiembrie 1962) și apoi prim-vicepreședinte al Comisiei de Partid (23 noiembrie 1962 - 6 decembrie 1965). La data de 6 decembrie 1965 a ieșit la pensie.
Zinovie Serdiuk a încetat din viață la Moscova, la data de 8 august 1982, la vârsta de 79 ani. Activitatea politică a fostului lider comunist din RSSM este descrisă în monografia 

## Distincții
Pentru activitatea politică desfășurată, Zinovie Serdiuk a fost decorat cu următoarele ordine:
- Ordinul Războiul pentru Apărarea Patriei, clasa 1 (1945) - pentru executarea cu succes a sarcinii de aprovizionare cu grâne în anul 1944
- Erou al Muncii Socialiste (1963)
- 4 Ordine Lenin
- 2 Ordine Flamura Roșie